# Tanzwoche
Die Tanzwoche ist ein Tanzfestival in Dresden, das 1991 von D. G. Julius Skowronek († 2023) als Internationale Tanzwoche Dresden gegründet und seitdem künstlerisch und organisatorisch von ihm geleitet wurde.
Seit 1994 wird die Tanzwoche vom Verein „Tanzbühne e. V.“ getragen. Da Tanztheater aus dem Blickwinkel der Veranstalter per se international ist, wurde der ursprüngliche Titel auf das Label Tanzwoche eingekürzt. Das jährlich im April stattfindende Festival war Impulsgeber für Netzwerk- und internationale Koproduktionsprojekte. Es präsentiert aktuelle Entwicklungen aus den Bereichen zeitgenössischer Tanz, Tanztheater und Performance (Kunst) und bietet in Workshops und Diskussionsrunden künstlerischen Austausch. Mit jeweils über 30 Veranstaltungen in Spielstätten wie Projekttheater, Kulturzentrum Scheune, Festspielhaus Hellerau, Theater Junge Generation, Staatsschauspiel Dresden, Sächsische Staatsoper Dresden und ungewöhnlichen Orten erreicht es jährlich über 3000 Besucher bzw. Teilnehmer. Unter künstlerischer Leitung von Julius Skowronek hat sich die Tanzwoche Dresden so zum wichtigsten Festival und Schaufenster für sächsische Tanzkunst und Schnittstelle zwischen künstlerischem Nachwuchs, der Avantgarde und etablierten Hochkultur entwickelt. Neben Gastspielen von Ensembles mit internationalem Rang hat die „Tanzwoche“ durch Koproduktionen mit dem Ensemble von Heike Hennig überregionale Bedeutung erlangt. So wurde Zeit – tanzen seit 1927 von dem neuseeländischen Regisseur Trevor Peters als Tanz mit der Zeit für ZDF / Arte verfilmt und 2008 durch die Ventura-Film in die deutschen Kinos gebracht. Mit der regelmäßig stattfinden Gala bietet die Tanzwoche einen Überblick über das Tanzland Sachsen.
Die Internationale Tanzwoche Dresden wird gefördert durch die Stadt Dresden und die Kulturstiftung des Freistaates Sachsen und findet mit Unterstützung zahlreichen weiteren Einrichtungen, Instituten, Stiftungen und andere mehr statt. Sie wird in Zusammenarbeit mit der Palucca Schule Dresden, dem Deutschen Bühnenverein und dem Tschechischen Zentrum Dresden veranstaltet.

## Künstler (Auswahl)
VA Wölfel (D), Drift (CH), Sasha Waltz (D), Jo Stromgren (N), Brouhaha Dance (Can), Ittinerance (F), Pendiente (Esp), Hae Kyung Lee (USA/KOR), Group motion (USA), les squames (F), Derevo (Rus), Axe (Rus), Reflex (NL), Tadashi Endo (D), Min Tanaka (J), Dancekern (NL), Jo Fabian (D), Ellis Wood (USA), Do theatre (Rus), dance theatre of Ireland (Irl), pme (Can), Krepsko (CZ), Maya Levi (Isr), Heike Hennig (D), Nicole Meier (CH), Cynthia Gonzales (Bol), shot ag (D), cie yu (Kor), trans theater (Rus), Oxymoron (D), wee dance (D/Isr), two fish (D), Leonore Welzin (NL), vobalko (D), ooops theater (GB), ms tanzwerk (F/D), junk ensemble (USA), jolli jump (CZ), Fine kwiatkowski (D), Theater Chemnitz (D), rudolpho leonie (Br), Christoph Winkler (D), Anna Vnuk (S), Ivanovic clan (Kro/D), Pilottanzt (A), Wilhelm Gröner (D), Lotakova (CZ), zen in the basement (USA/D), Cesc Gelabert (Esp), Tom Plischke (D), Jan Pusch (D), Luc Dunberry (Can), Sygune von Osten (D), Wada/Kuhn (D), Anna Huber (CH), Corte Sconta (I), Amiel Malale (Isr), Thomas Guggi (D), Dices Tiques (CR), Julia Nesterova (Rus), Traumtanz (D)